# François Bidard
Pour les articles homonymes, voir Bidard.
François Bidard, né le 19 mars 1992 à Lonlay-l'Abbaye (Orne), est un coureur cycliste français, professionnel de 2014 à 2023.

## Biographie

### Carrière amateur
Né le 19 mars 1992 à Lonlay-l'Abbaye dans l'Orne, François Bidard commence le cyclisme à 7 ans en catégorie poussins au VC Domfront. Après deux saisons, il rejoint le Flers-cyclisme 61 en catégorie pupilles. Il reste dans ce club jusqu'à sa première année en junior. Il s'installe en 2010 à Aurillac, en Auvergne, pour poursuivre sa scolarité en bac professionnel puis BTS en agriculture, en section sport-études cyclisme. Il court alors au ACV Aurillac. Il remporte cette année-là le championnat d'Auvergne sur route juniors,. Il effectue ensuite ses deux premières années espoirs (moins de 23 ans) dans ce club. En 2012, il est classé quinze fois parmi les dix premiers et devient champion du Cantal.
En 2013, il rejoint le CR4C Roanne, club de Division Nationale 1. Il est dix-septième du Tour des Pays de Savoie et de la Ronde de l'Isard. À la fin de la saison 2013, ayant obtenu son BTS Analyse et conduite des systèmes d’exploitation en cours d'année, il souhaite évoluer dans un club de DN1 de l'ouest de la France mais est contacté Chambéry Cyclisme Formation, équipe réserve de l'équipe professionnelle AG2R La Mondiale, qu'il rejoint,.
Malgré un début de saison 2014 difficile, retardé par une blessure au pied, puis une opération des dents de sagesse et une douleur au genou, François Bidard est vainqueur du Tour de la CABA et du Grand Prix d'Annecy, deuxième du Tour du Jura. Il est stagiaire chez AG2R en fin de saison. Bien qu'il ne soit plus en catégorie espoirs, il est conservé par Chambéry Cyclisme l'année suivante. Il remporte le Grand Prix d'Aix-les-Bains et  La Durtorccha, prend la deuxième place du Circuit de Saône-et-Loire, du Tour du Piémont pyrénéen, du Grand Prix de Charvieu-Chavagneux, la troisième du championnat de Rhône-Alpes, la quatrième place du Rhône-Alpes Isère Tour. Il est à nouveau stagiaire chez AG2R. En octobre, au Trophée des champions, sa dernière course chez les amateurs, il chute à 150 mètres de la ligne d'arrivée alors qu'il est seul en tête, et termine treizième.

### Carrière professionnelle

#### Saison 2016
Fin 2015, il signe un contrat professionnel de deux ans avec la formation AG2R La Mondiale. Il commence sa carrière professionnelle sur le Tour de San Luis. S'il ne connait pas de résultats individuels probants, il participe, dès sa première saison, au Tour d'Espagne au service de Jean-Christophe Péraud (13e), terminant 94e du classement général.

#### Saison 2017
Sa deuxième saison au sein du peloton professionnel est axée sur le calendrier World Tour. Il la débute ainsi sur le Tour Down Under aux côtés de Domenico Pozzovivo (17e du général). On le retrouve par la suite sur le Tour de Catalogne pour épauler Romain Bardet, (10e du général). Mi-avril, il prend part au Tour des Alpes où Pozzovivo s'illustre, montant sur la troisième marche du podium. Deux semaines plus tard, ils sont alignés ensemble sur le Tour d'Italie où le grimpeur italien se classe 6e. Au niveau World Tour, il participe par la suite au Tour de Pologne, toujours au côté de l'italien, puis aux courses d'un jour EuroEyes Cyclassics, Bretagne Classic et Tour de Lombardie où il conclut sa saison.

#### Saison 2018
Pour cette troisième saison, il connait ses premiers résultats individuels avec une 13e place d'étape sur le Tour de la communauté de Valence, une 11e place sur La Roue Tourangelle ou encore une 5e place au classement général du Circuit de la Sarthe. En mai, il est aligné une seconde année consécutive sur le Giro. Il enchaîne par le Tour de Suisse où il décroche une 12e place d'étape. Lors de la deuxième partie de saison, il prend notamment part à la Classica San Sebastian, au Tour du Limousin, échappé en compagnie de Benoît Cosnefroy sur la deuxième étape puis 16e d'étape le lendemain ou encore aux deux manches World Tour québécoises, 29e du GP de Québec et 72e du GP de Montréal. Il est sélectionné par son équipe pour participer au championnat du monde de contre-la-montre par équipes disputé en Autriche. En octobre, il est de nouveau aligné sur le Tour de Lombardie avant de conclure sa saison sur le Chrono des Nations.

#### Saison 2019
Le 17 février, il se classe 9e du Trofeo Laigueglia où se distingue également son coéquipier Nans Peters (5e). Un peu moins d'un mois plus tard, il revient en Italie pour y découvrir les Strade Bianche. Afin de préparer une nouvelle participation au Tour d'Italie, il prend notamment le départ du Tour de Catalogne et au Tour des Alpes. Échappé lors de la dix-neuvième étape de ce Giro, il y prend la 6e place. Il décroche une nouvelle place sur le Tour de Suisse, 3e de la sixième étape, également après échappée. C'est au terme d'une nouvelle journée à l'avant qu'il se classe 5e de la onzième étape du Tour d'Espagne.

#### Saison 2021
François Bidard subit une chute au cours de la cinquième étape du Tour d'Italie 2021. Atteint d'une fracture de la clavicule gauche, il ne repart pas le lendemain.

#### Saison 2023
François Bidard arrête sa carrière en fin de saison 2023. La dernière course de sa carrière est la Japan Cup en octobre. Il annonce devenir agriculteur.

## Palmarès et résultats

### Palmarès par année
| - 2010 - Champion d'Auvergne sur route juniors - 2e du championnat du Cantal sur route juniors - 2012 - Champion du Cantal sur route - 2e du Grand Prix du Luart - 2e du Prix de la Saint-Laurent - 3e du Grand Prix de Saint-Yrieix-la-Perche - 2013 - Grand Prix de Nandax - 3e étape du Tour de la CABA - 2e du Tour d'Auvergne - 2e du Grand Prix du Faucigny - 3e de La Durtorccha - 3e du Tour de la Dordogne | - 2014 - Tour de la CABA : - Classement général - 2e étape (contre-la-montre par équipes) - Grand Prix d'Annecy - 2e du Tour du Jura - 3e du Prix de Pont-de-Vaux - 2015 - La Durtorccha - Grand Prix d'Aix-les-Bains - 2e du Circuit de Saône-et-Loire - 2e du Grand Prix de Charvieu-Chavagneux - 2e du Tour du Piémont pyrénéen - 3e du Grand Prix de Bohas - 3e du championnat d'Auvergne-Rhône-Alpes sur route |  |

### Résultats sur les grands tours

#### Tour d'Italie
6 participations 
- 2017 : 39e
- 2018 : 37e
- 2019 : 30e
- 2020 : 39e
- 2021 : non-partant (6e étape)
- 2023 : 54e

#### Tour d'Espagne
3 participations
- 2016 : 94e
- 2019 : 24e
- 2023 : 125e

### Classements mondiaux
| Année                                 | 2013  | 2014 | 2015 | 2016  | 2017  | 2018 | 2019 | 2020 | 2021  | 2022  | 2023 |
| ------------------------------------- | ----- | ---- | ---- | ----- | ----- | ---- | ---- | ---- | ----- | ----- | ---- |
| UCI World Tour                        |       |      |      | nc    | 284e  | 216e |      |      |       |       |      |
| Classement mondial                    |       |      |      | 1597e | 1023e | 545e | 626e | 893e | 1988e | 2217e | 966e |
| UCI Europe Tour                       | 1083e | 640e | 547e | 1077e | 1138e | 613e | 471e | 706e | 1346e | 1395e | nc   |
|                                       |       |      |      |       |       |      |      |      |       |       |      |
| Légende : nc = non classéSource : UCI |       |      |      |       |       |      |      |      |       |       |      |